# Only When I Sleep
"Only When I Sleep" é um compacto da banda The Corrs, lançado em outubro de 1997 a partir do segundo álbum da banda, Talk on Corners. 
A composição é creditada à banda, Oliver Leiber, Paul Peterson e John Shanks. A letra trata de sentimentos secretos de uma pessoa com outra, e é creditada a Andrea Corr. O vídeo musical de "Only When I Sleep" foi gravado dentro de um hotel vazio em Los Angeles.
Foi tema da temporada 2001 de Malhação,sendo executada nas temporadas 2002 e 2003.

## Faixas
1. "Only When I Sleep" (edição para rádio)
2. "Only When I Sleep" (versão do álbum)
3. "Remember" (faixa sem álbum)
4. "Only When I Sleep" (faixa instrumental)

## Cover
Em 2004, a atriz sul coreana Lee Eun-ju fez um cover de "Only When I Sleep", usando em seu filme The Scarlet Letter.